# Хамрин (водохранилище)
Хамрин (араб. بحيرة حمرين‎) — водохранилище на реке Дияла, расположенное в мухафазе Дияла на востоке Ирака. Размеры водохранилища — 50 на 17 км. Площадь поверхности = 489 км², по другим данным — 487 км². Объём воды — 3,56 км³. Глубина достигает 15 м, по другим данным — 22 м при средней глубине 7 м. Нормальный подпорный уровень — 107,5 м над уровнем моря, средний — около 100 м.
Находится в 120 км северо-восточнее Багдада в котловине Хамрин между хребтами Хамрин и Наодуман, пересекаемыми Диялой. Образовано в 1981 году. При образовании водохранилища было затоплено 40 % котловины. Четвёртое по площади и шестое по объёму воды в Ираке.
Водами Хамрина орошается 1200 тыс. га земель.